# Imprivata
Imprivata ist ein US-amerikanischer Anbieter von IT-Sicherheitslösungen mit Hauptsitz in Waltham, Massachusetts.  Das 2002 gegründete Unternehmen entwickelt und vertreibt die OneSign-Plattform zur Absicherung des Mitarbeiterzugriffs auf Desktop-PCs, Netzwerke und Applikationen. 
Imprivata betreut mit seinen Niederlassungen in den USA, Großbritannien, Deutschland und Australien über 1.900 Kunden sowie mehr als 200  Value added Reseller-Partner in aller Welt.

## Unternehmensentwicklung
Imprivata wurde von Unternehmern gegründet, die im Rahmen ihrer Tätigkeit für den Polaroid Inkubator für kleine Unternehmen innovative Technologien für das Identity Management entwickelten. Im Jahre 2004 stellte Imprivata mit der „OneSign Single Sign-On Appliance für Unternehmen“ sein erstes Produkt vor. 2005 erweiterte Imprivata seine Unternehmensstruktur um die Regionen Europa, Afrika und den Nahen Osten und präsentierte mit OneSign 3.0 eine Weiterentwicklung der Plattform. Zusätzlich zur bereits mit der ersten Plattform-Version unterstützten biometrischen Authentifizierung durch Fingerabdruck  bot das sichere Zugangsmanagement von Imprivata jetzt auch die Möglichkeit physische Zugangskarten, One-Time Password-Token, Ausweise, kontaktlose Chipkarten usw. zu integrieren.  Im Jahre 2006 wurde Imprivata-Gründer David Ting von InfoWorld unter die „Top 25 CTOs of the Year“ gewählt. Im Jahre 2009 übernahm Imprivata das Geschäft von IdentiPHI, einem Hersteller und Reseller von biometrischen Lösungen, u. a. der SAFsolution-Produktlinie.
Zum 16. September 2016 wurde Imprivata von Thoma Bravo übernommen.

## Technologie
Imprivata OneSign, das Hauptprodukt von Imprivata, unterstützt beim Management der Benutzerzugriffe und -authentifizierung. Verschiedene Applikationen werden Single Sign-on-fähig. OneSign verstärkt die Benutzer-Authentifizierung über den Ersatz von Passwörtern durch eine Reihe alternativer Authentifizierungsmöglichkeiten, darunter biometrischer Authentifizierung durch Fingerabdruck, Proximity Cards, Ausweise und ID Cards, One-Time Password-Token oder die Standortlokalisierung von Mitarbeitern.
Kunden von Imprivata kommen aus den Bereichen Healthcare, Finanzdienstleistungen und Einrichtungen des öffentlichen Sektors, der Energie-/ Versorgungswirtschaft, aus dem Handel und aus der Telekommunikationsindustrie.